# Ombres reflectides
Ombres reflectides, coneguda originàriament com L'ombrel·la japonesa, és un quadre de Lluís Masriera i Rosés del 1920.
El quadre, que representa tres dones a la platja baix un para-sol, és considerat com una de les millors obres de l'autor. Amb el nom Sombras reflejadas, fou presentada el 1920 a l'Exposició General de Belles Arts de Madrid. També seria exposat al Japó i a Londres, en l'autor feu i vengué algunes reproduccions.
Al quadre s'hi mostra un para-sol asiàtic propietat de la família Masriera, i que provenia del Japó. En altres pintures hi apareixeria el mateix para-sol o ventalls japonesos. Al para-sol es poden apreciar tonalitats dels colors groc, vermell i blau.